# Ste-Croix (Ris)

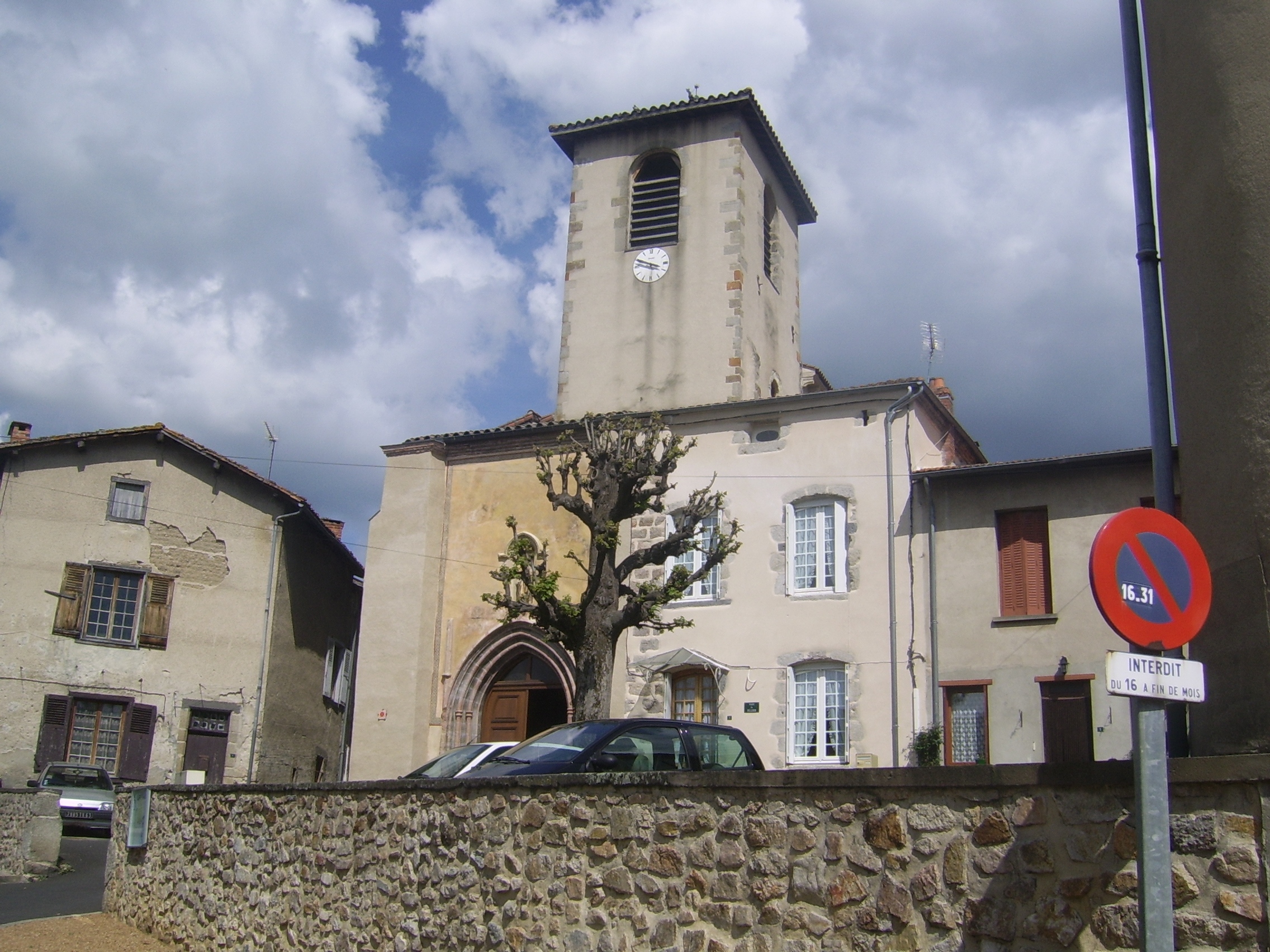
Pfarrkirche Sainte-Croix

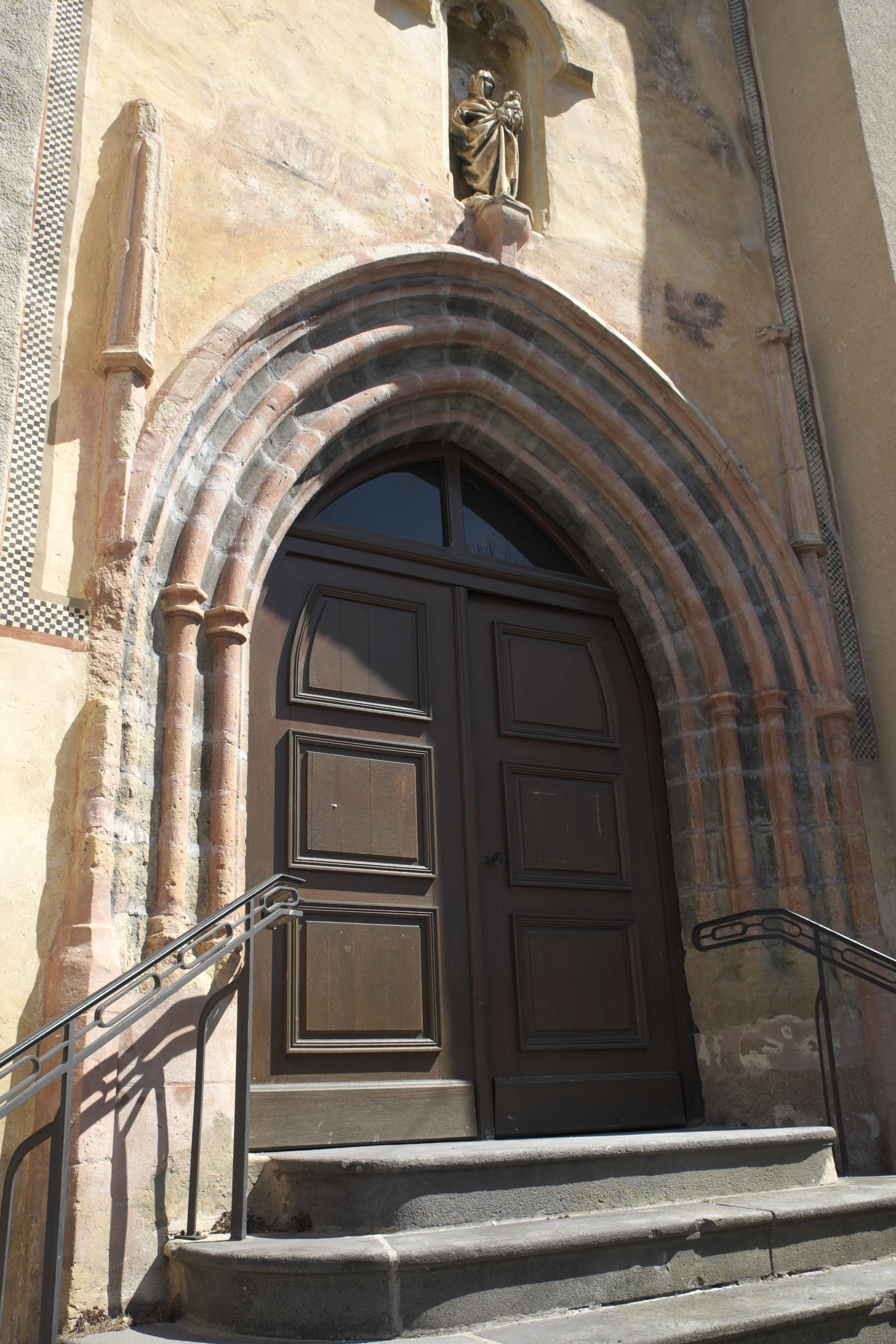
Portal

Die katholische Pfarrkirche Sainte-Croix (Heilig Kreuz), auch Exaltation de la Sainte-Croix (Kreuzerhöhung) oder Sainte-Agathe, nach der heiligen Agatha von Catania benannt, in Ris, einer Gemeinde im Département Puy-de-Dôme in der französischen Region Auvergne-Rhône-Alpes, ist eine der ältesten Kirchen der Auvergne. Sie wurde in mehreren Bauphasen zwischen dem Ende des 10. und dem 12. Jahrhundert errichtet. In der Kirche sind Wandmalereien erhalten, die ins 11. bis 15. Jahrhundert datiert werden. Im Jahr 1995 wurde die Kirche als Monument historique in die Liste der Baudenkmäler in Frankreich aufgenommen.

## Geschichte
Die Kirche gehörte ursprünglich zu einem Priorat der Abtei Cluny, das im Jahr 952 gegründet wurde. Der erste Kirchenbau, auf den vermutlich der Narthex zurückgeht, entstand zwischen 979 und 985. Im 14. Jahrhundert wurde die Sakristei hinzugefügt und im 15. Jahrhundert das Portal erneuert. Zwischen 1825 und 1827 errichtete man einen neuen Glockenturm und 1881 wurden die Gewölbe und die Mauern verstärkt. Seit 1287 wird die Kirche als Pfarrkirche genutzt.

## Architektur

### Außenbau
An der Westfassade der Kirche erhebt sich der Glockenturm, in dessen Untergeschoss ein spitzbogiges, von Archivolten gerahmtes Portal eingeschnitten ist. Über dem Portal öffnet sich eine Nische mit einer Madonnenfigur. Das Obergeschoss des Turmes wird von rundbogigen Klangarkaden durchbrochen. Die Seitenmauern des Langhauses gliedern Strebepfeiler und Rundbogenfenster. 

### Innenraum
Das Langhaus ist dreischiffig und mündet im Osten in einen halbrund geschlossenen Chor. Der Aufriss ist zweigeschossig. Über den breiten Rundbogenarkaden, die auf kreuzförmigen Pfeilern aufliegen und die das Mittelschiff zu den Seitenschiffen öffnen, sind Rundbogenfenster eingeschnitten. Das Mittelschiff wird von einem Tonnengewölbe gedeckt, das von massiven Gurtbögen getragen wird. Die sehr schmalen Seitenschiffe besitzen Vierteltonnen. Den Chor beleuchten drei Rundbogenfenster, über dem mittleren öffnet sich ein Rundfenster.

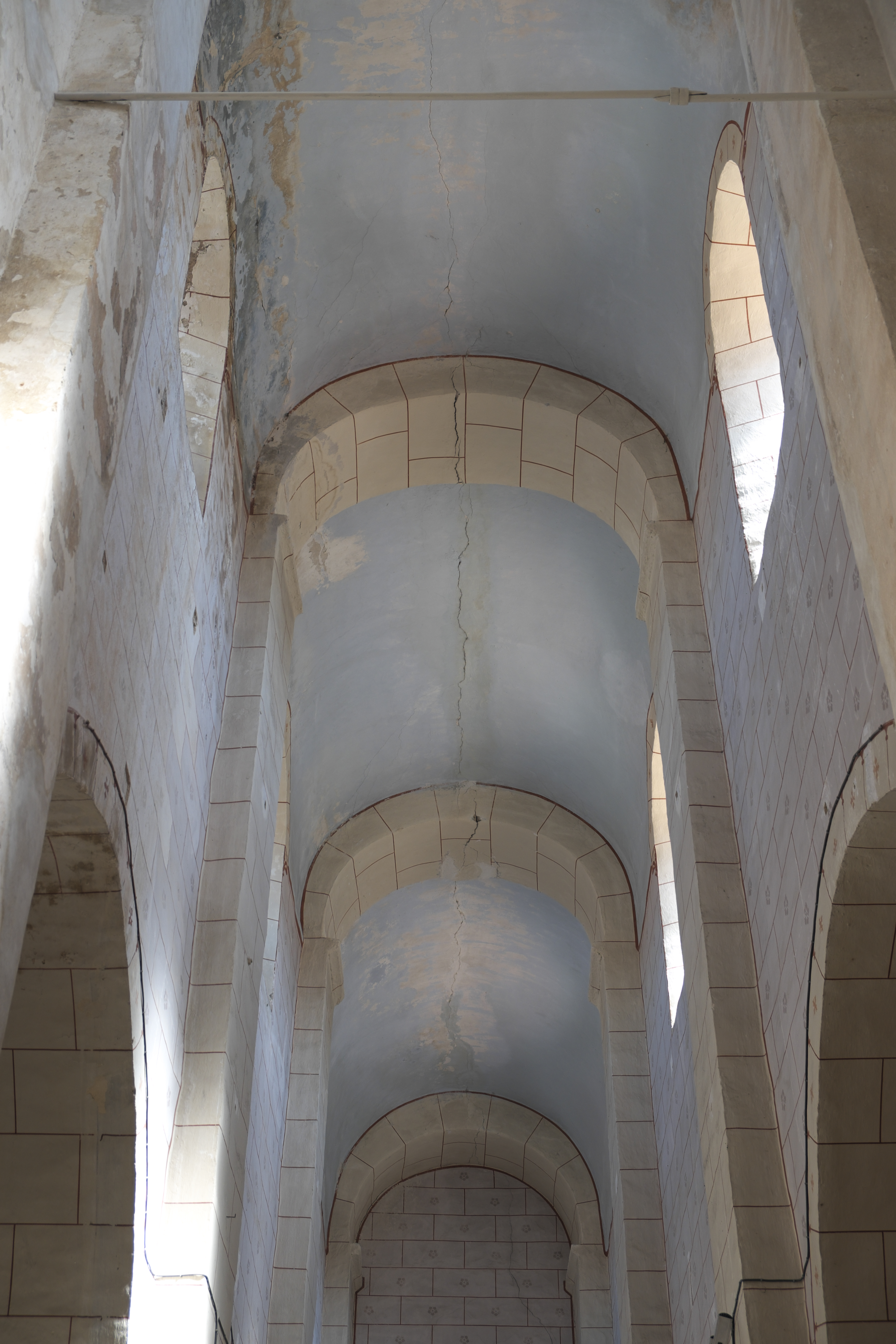
Mittelschiff
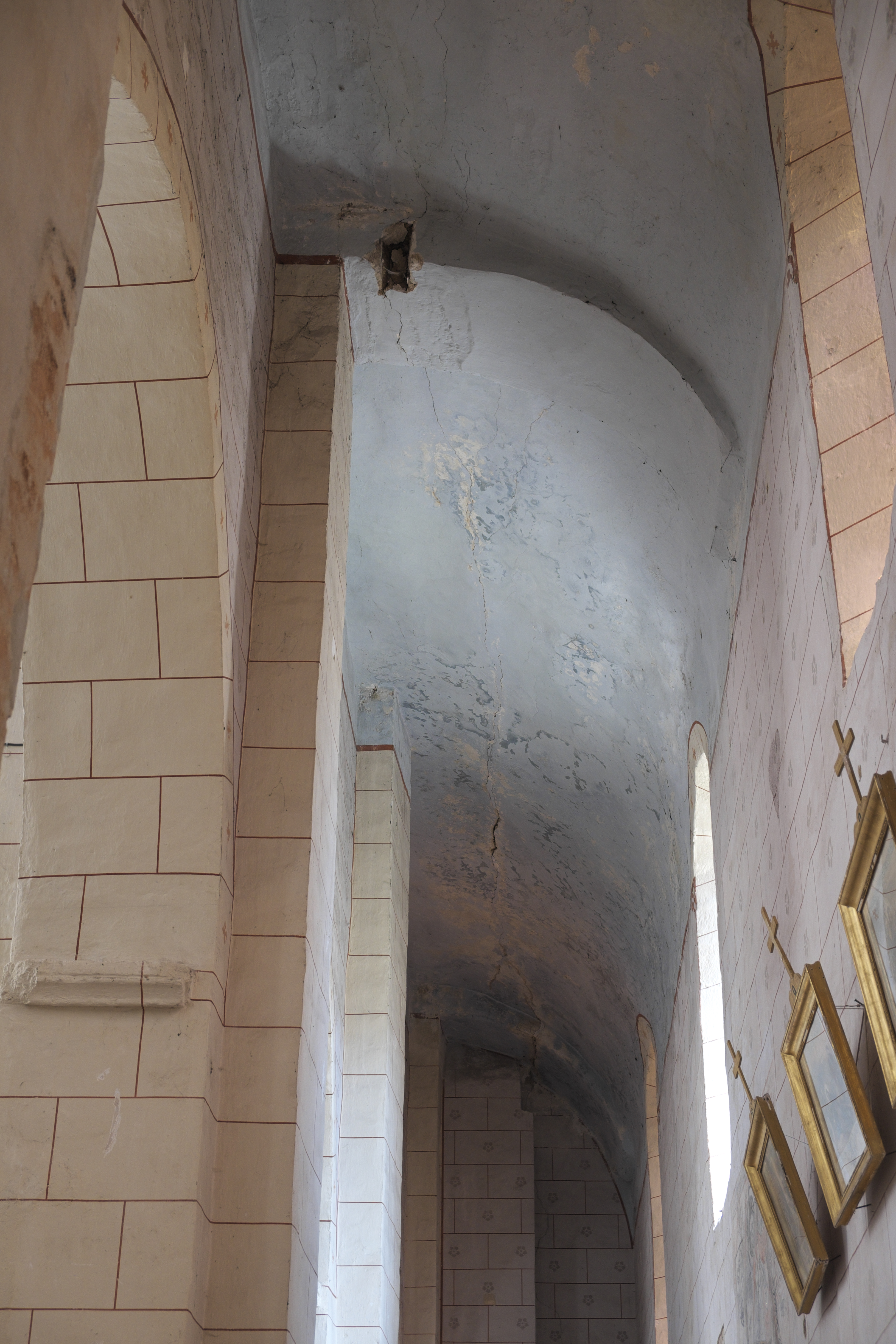
Seitenschiff
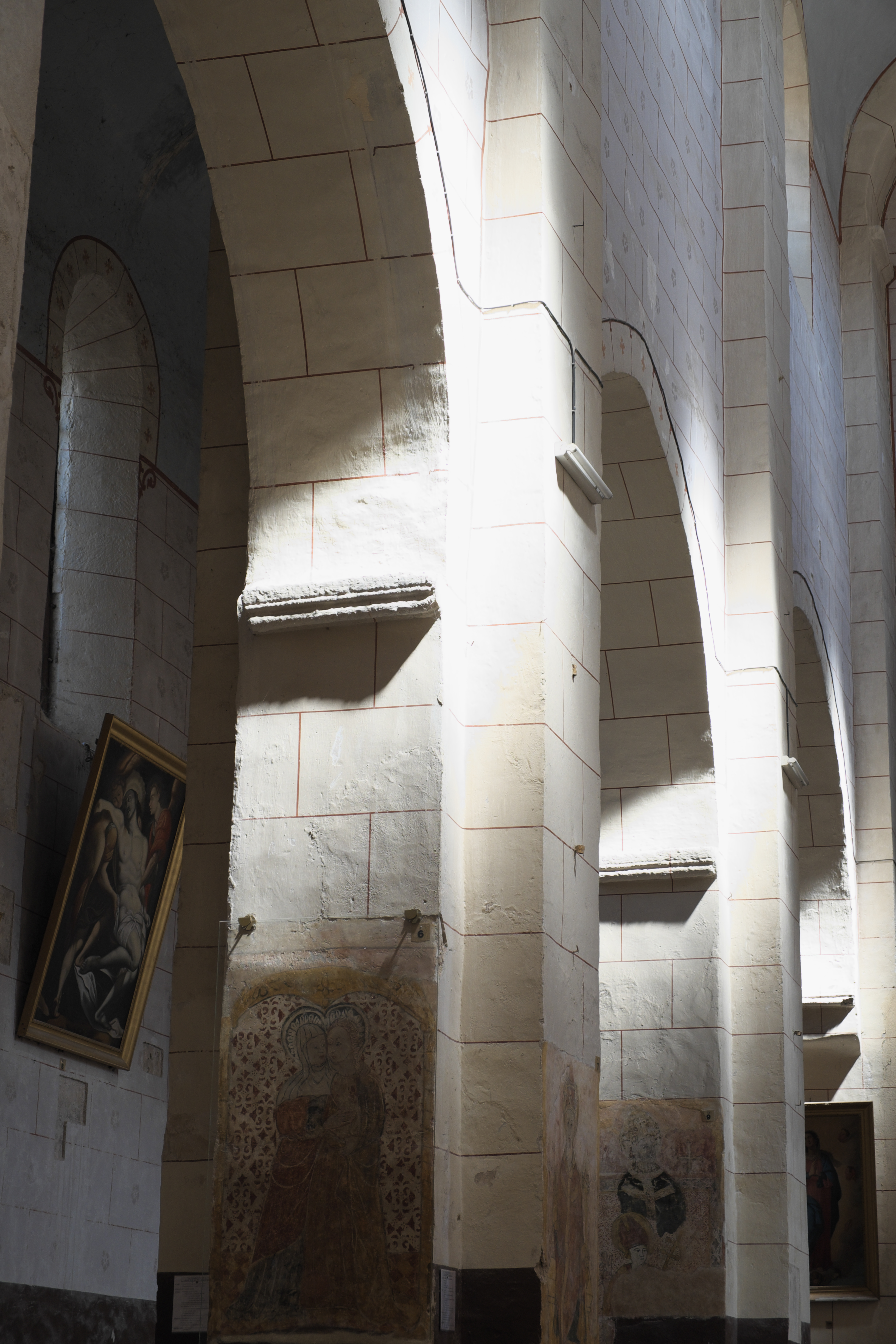
Arkaden

## Wandmalereien

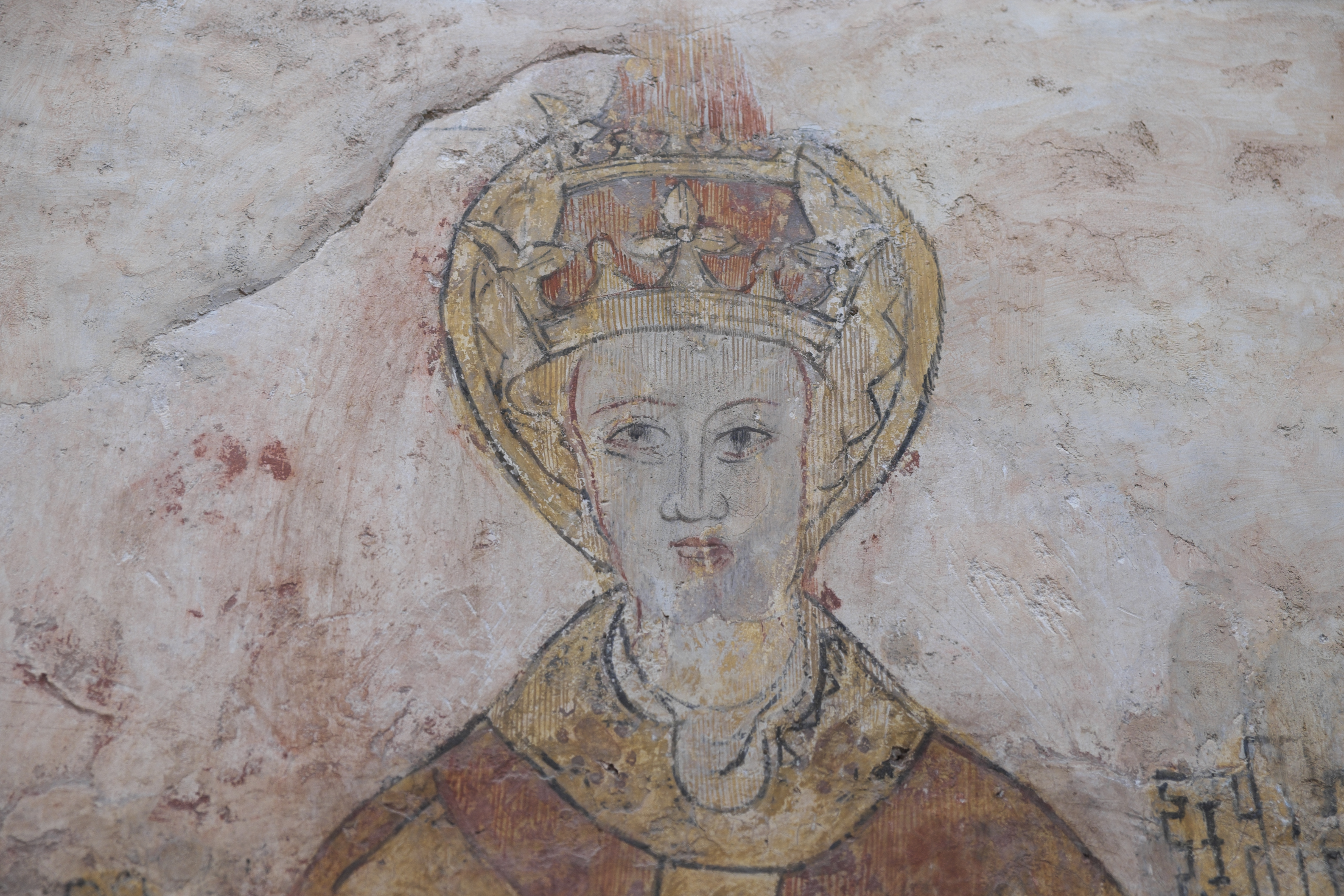
Apostel Petrus

Die Wandmalereien sind zwischen dem 11. und dem 15. Jahrhundert entstanden. Sie stellen u. a. den Erzengel Michael, den Apostel Petrus, die Steinigung des heiligen Stephanus, die heilige Margareta mit dem Drachen und das Martyrium der heiligen Agatha dar. Die Szene der Heimsuchung wird in das 15. Jahrhundert datiert.

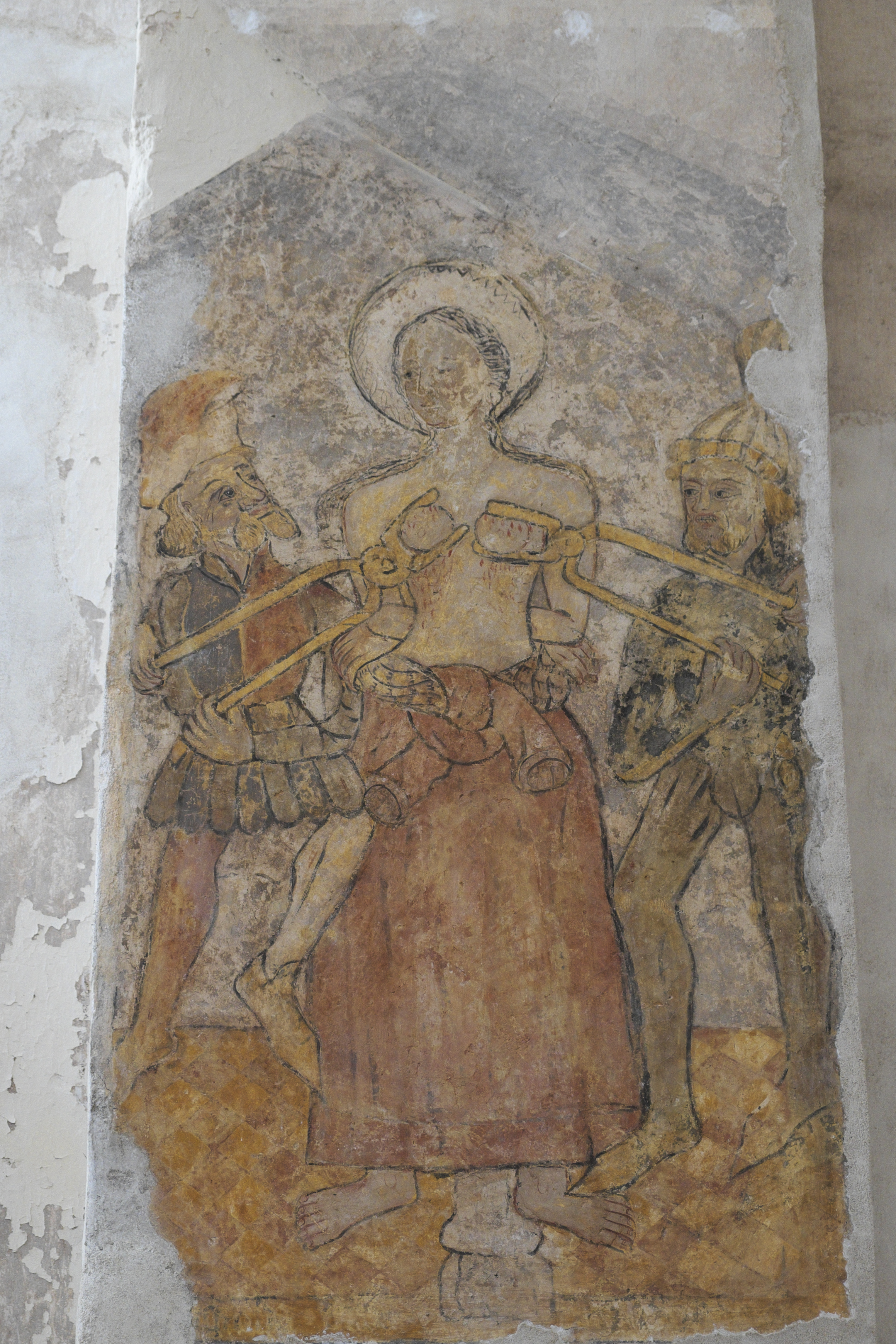
Heilige Agatha
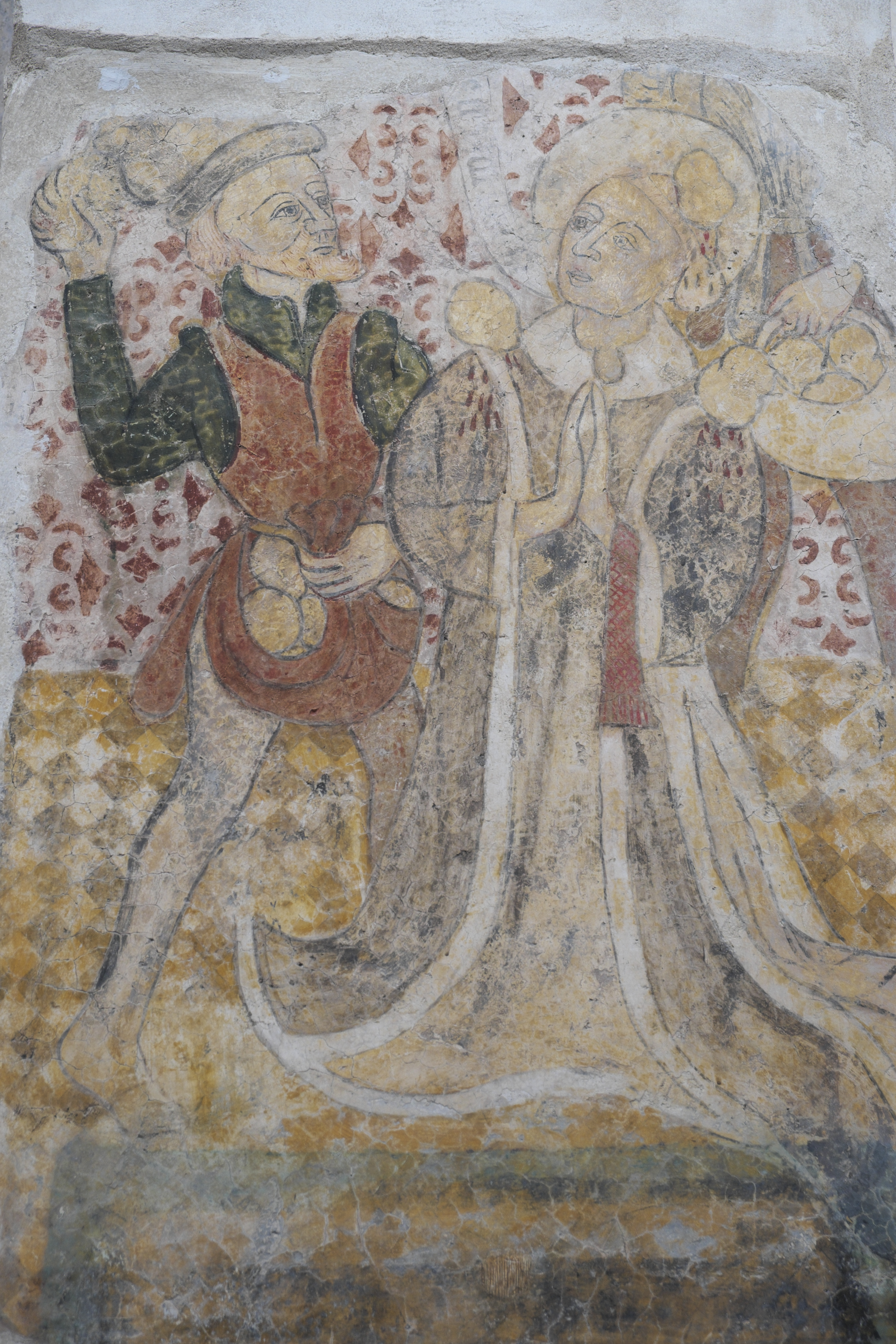
Heiliger Stephanus
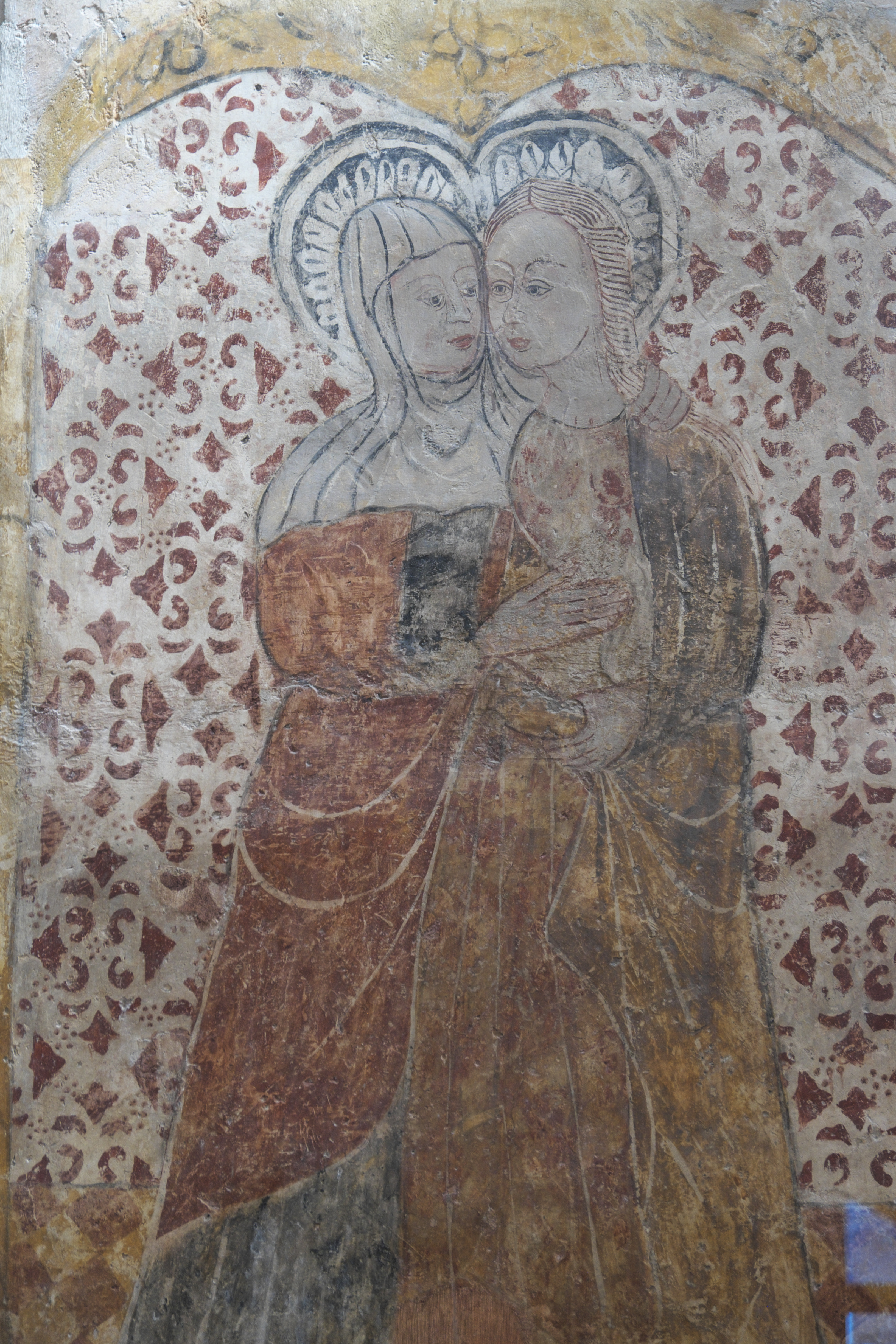
Heimsuchung

## Ausstattung

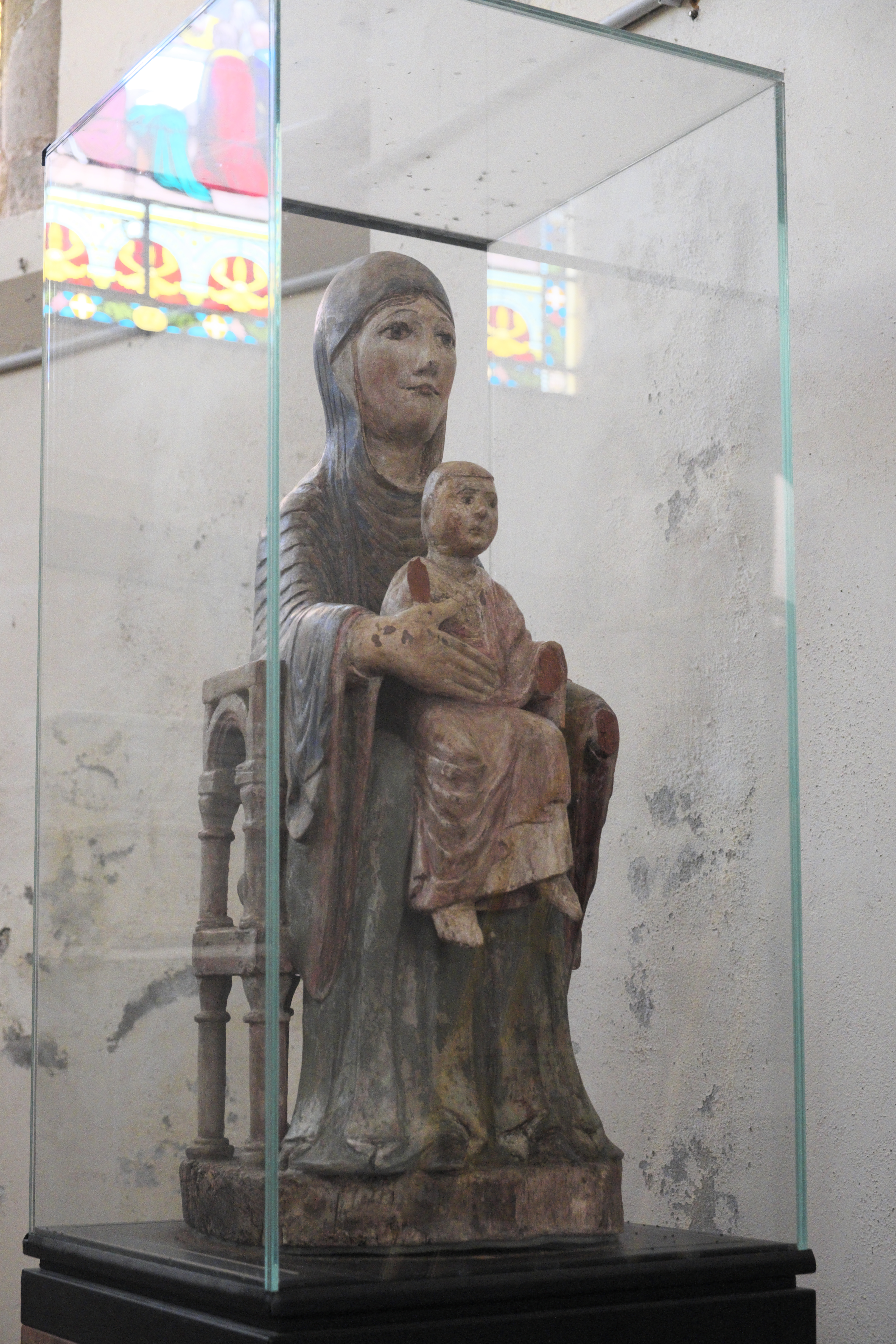
Madonna mit Kind

- In einer Vitrine ist die Kopie einer romanischen Madonna mit Kind ausgestellt.